# Condado de Columbiana
O Condado de Columbiana é um dos 88 condados do Estado americano de Ohio. A sede do condado é Lisbon, e sua maior cidade é Lisbon. O condado possui uma área de 1 386 km² (dos quais 7 km² estão cobertos por água), uma população de 112 075 habitantes, e uma densidade populacional de 81 hab/km² (segundo o censo nacional de 2000). O condado foi fundado em 1829.